# 大连人民文化俱乐部
大连人民文化俱乐部位于中国大连市中山广场，集演奏厅、剧场于一体，是演奏会、戏剧、芭蕾舞表演等文化活动的举办场所。

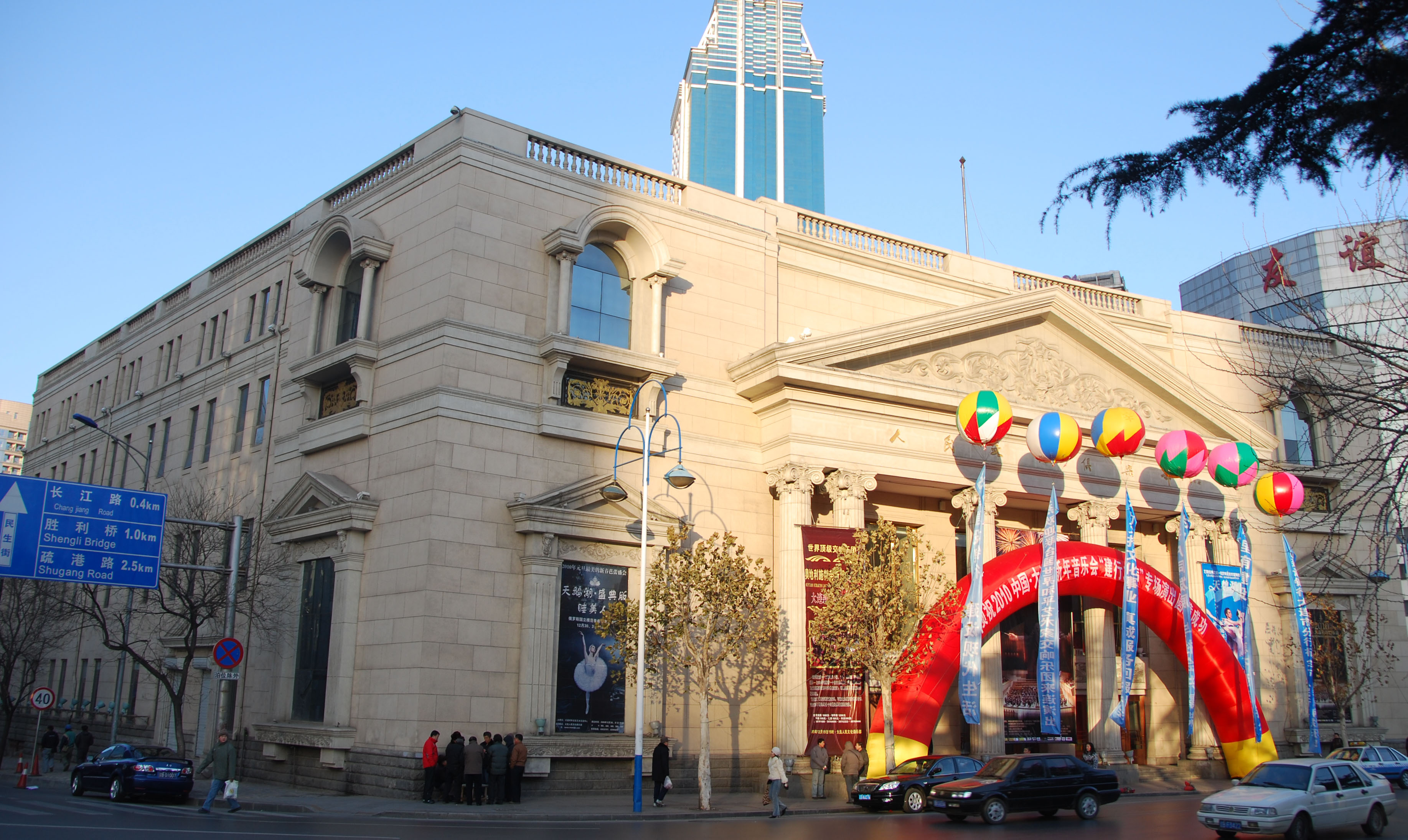
大连人民文化俱乐部

## 历史
- 1950年 中华人民共和国建国不久，苏联军队驻扎旅大市期间，由苏联人开始着手规划建设。
- 1951年 竣工，由郭沫若命名为“大连人民文化俱乐部”。[1]
- 1953年 周恩来、刘少奇、宋庆龄等中央领导来连，在此宴请了国内外友人。
- 1995年 第一次维修。
- 2008年 第二次维修

## 大厅的特征
地处大连市的中心地带中山广场，一楼有600个座位，二楼有400个座位，合计坐席共1000位。

## 大连市的其他演奏厅
其他位于大连市的演奏厅有：
- 大连开发区大戏院
- 大连人民文化俱乐部
- 大连电视台会堂
- 大连理工大学会堂
- 大连海事大学会堂
- 世界博览中心（星海广场）3楼多功能厅
- 大连青少年宫会堂
- 大连市四十四中学（音乐才能教育班）会堂

虽然于2006年竣工的大连开发区大剧院最受好评，但是由于距离大连市区太远，因此特别在国外访华的交响乐团、芭蕾舞乐团的公演的情况下，通常都在大连人民文化俱乐部举办。大连电视台礼堂除了播放演奏会以外，还经常在春节、中秋节之时举办面向外国人举办的免费音乐会。

## 其他
来自国外的重要交响乐团来连表演时，大连市市长、党委书记等政界领导人通常都会参加。通常在最后的喝彩之后，会演奏《拉德茨基進行曲》，领导人在观众们的掌声中退场。

## 参看
- 大连市
- 演奏厅
- 剧场